# 캡틴 아메리카: 윈터 솔져
《캡틴 아메리카: 윈터 솔져》(영어: Captain America: The Winter Soldier)는 마블 스튜디오에서 제작하고 월트 디즈니 스튜디오 모션 픽처스에서 배급을 맡은 마블 코믹스의 캐릭터 캡틴 아메리카를 원작으로 한 미국의 슈퍼히어로 영화이다. 이 영화는 2011년 개봉한 《퍼스트 어벤져》의 속편으로, 마블 시네마틱 유니버스의 아홉 번째 작품이다. 영화 감독은 앤서니 루소와 조 루소가 맡았고, 각본은 크리스토퍼 마커스와 스티븐 맥필리가 맡았다. 크리스 에반스, 스칼렛 요한슨, 새뮤얼 L. 잭슨, 로버트 레드퍼드, 세바스티안 스탄, 앤서니 매키, 코비 스멀더스, 프랭크 그릴로, 조르주 생 피에르 등이 출연한다. 《캡틴 아메리카: 윈터 솔져》는 하이드라의 정체를 알아내고 저지하기 위해 캡틴 아메리카와 블랙 위도우, 팔콘이 워싱턴 D.C.에 몰래 숨어들어 협력하는 내용이다.
크리스토퍼 마커스와 스티븐 맥필리가 영화의 각본을 쓰면서 영화 제작이 결정되었다고 말했고, 2012년 6월 루소 형제 감독 협상에 들어갔다고 전했다. 다음 달 앤서니 매키와 세바스티안 스탄이 조연으로 출연한다고 발표했다. 주요 촬영은 워싱턴 D.C.와 오하이오주 클리블랜드로 옮기기 전에 2013년 4월 캘리포니아주 로스앤젤레스에서 시작했다. 영화는 2D, 3D, 아이맥스 3D로 2014년 3월 26일 세계 최초로 대한민국에서, 2014년 4월 4일에는 미국에서 개봉하였다.

## 줄거리
뉴욕 전투 2년 후 스티브 로저스는 현대 사회에 적응하면서 워싱턴 D.C.에서 스파이 기관 S.H.I.E.L.D.에서 일한다. 나타샤 로마노프 요원과 S.H.I.E.L.D.의 대테러 S.T.R.I.K.E.와 함께 임무를 수행하는 동안 브록 럼로 요원이 이끄는 팀이 S.H.I.E.L.D에 탑승한 인질을 구출한다. 조지스 바트록이 이끄는 해적선에서 로저스는 로마노프가 선박의 컴퓨터에서 데이터를 추출하는 또 다른 의제를 가지고 있음을 발견했다.
S.H.I.E.L.D.의 본부인 트리스켈리온으로 돌아온 로저스는 닉 퓨리 국장과 대면하고 위협을 선제적으로 제거하도록 설계된 스파이 위성에 연결된 3개의 헬리캐리어인 프로젝트 인사이트에 대한 브리핑을 받는다. 로마노프의 데이터를 해독할 수 없는 퓨리는 인사이트를 의심하고 선임 S.H.I.E.L.D.에게 묻는다. 공식 및 내부 보안 장관 알렉산더 피어스가 프로젝트를 연기한다. 퓨리는 마리아 힐과 만나러 가는 길에 윈터 솔저라는 암살자가 이끄는 공격자들에게 기습을 당한다. 로저스의 아파트로 탈출하는 퓨리는 그에게 S.H.I.E.L.D. 손상되었지만 배의 데이터가 포함된 플래시 드라이브를 로저스에게 건네기 전에 윈터 솔저에 의해 부상을 입는다. 퓨리는 수술 중 죽은 것으로 선언되고 힐은 시신을 회복한다. 다음날 피어스는 로저스를 트리스켈리온으로 소환한다.
로저스가 퓨리의 정보를 보류하자 피어스는 그를 도망자로 낙인 찍는다. S.T.R.I.K.E.에게 쫓기는 로저스는 로마노프를 만난다. 데이터를 사용하여 비밀 S.H.I.E.L.D. 아님 졸라의 보존된 의식을 포함하는 슈퍼컴퓨터를 활성화하는 뉴저지의 벙커. 졸라는 제2차 세계 대전 중 로저스에게 체포된 후 S.H.I.E.L.D.에 채용되어 비밀리에 히드라를 그 대열 내에서 개편하여 윈터 솔저를 기본으로 사용하여 인류가 안보의 대가로 자유를 포기하도록 전 세계적 혼란을 뿌렸다고 알려준다. 암살자. 두 사람은 S.H.I.E.L.D. 미사일은 벙커를 파괴하고 피어스가 S.H.I.E.L.D. 내에서 히드라의 리더임을 깨닫는다. 로저스와 로마노프는 로저스가 친구가 된 VA 직원이자 전 USAF 낙하산 구조 원 샘 윌슨의 도움을 받아 윌슨이 공군에있을 때 사용했던 강력한 "팰콘"윙팩을 구입한다.
그들은 S.H.I.E.L.D. 히드라 첩자 인 재스퍼 시트웰 요원은 졸라가 히드라에 위협이되는 개인을 식별 할 수있는 데이터 마이닝 알고리즘을 개발했다고 폭로하도록 강요했다. 인사이트 헬리캐리어스는 그들을 제거하기 위해 위성 유도 총을 사용하여 지구를 휩쓸 것이다. 시트웰은 로저스가 이전에 죽은 줄 알았던 그의 오랜 가장 친한 친구 인 버키 반스로 인정한 윈터 솔저의 매복으로 사망했다. 그는 졸라의 실험으로 살아 남았고 히드라의 임무를 수행하기 위해 반복적으로 세뇌되고 극저온 냉동되었다. 힐은 자신의 죽음을 속인 퓨리가 컨트롤러 칩을 교체하여 헬리캐리어스를 방해 할 계획 인 은신처로 트리오를 추출한다.
세계 안보 이사회 회원들이 헬리캐리어스의 출시를 위해 도착한 후 로저스는 트리스켈리온의 모든 사람에게 히드라의 음모를 방송한다. 평의원 중 한 명으로 변장 한 로마노프는 피어스를 무장 해제한다. 퓨리가 도착하여 피어스가 S.H.I.E.L.D.의 데이터베이스를 잠금 해제하여 로마노프가 기밀 정보를 유출하여 히드라를 대중에게 노출시킬 수 있도록 한다. 투쟁 끝에 퓨리는 피어스를 치명적으로 쏜다. 로저스와 윌슨은 두 개의 헬리캐리어를 습격하고 컨트롤러 칩을 교체하지만 반스는 윌슨의 수트를 파괴하고 로저스와 싸운다. 로저스는 그를 막고 최종 칩을 교체하여 힐이 제어권을 잡고 선박이 서로를 파괴하도록 한다.
로저스는 친구에게 연락하기 위해 반스와의 싸움을 거부하지만 배가 트리스켈리온과 충돌하면서 로저스는 포토 맥 강에 빠진다. 반스는 숲 속으로 사라지기 전에 의식을 잃은 로저스를 구출한다. S.H.I.E.L.D. 혼란 속에서 로마노프는 그녀와 로저스의 행동을 방어하기 위해 상원 소위원회에 나타나고 퓨리는 명백한 죽음을 덮고 히드라의 남은 세포를 찾기 위해 동유럽으로 향한다. 로저스와 윌슨은 반스를 찾기로 결정하고 히드라 요원이었던 럼로는 트리스켈리온이 파괴된 후 입원한다.
학점 중간 장면에서 히드라 연구소의 바론 볼프강 본 스트러커는 과학자들이 에너지로 가득 찬 홀과 두 개의 실험 대상을 조사함에 따라 "기적의 시대"가 시작되었다고 선언한다. 이후 반스는 스미스소니언 인스티튜션에서 자신의 기념관을 방문한다.

## 배역

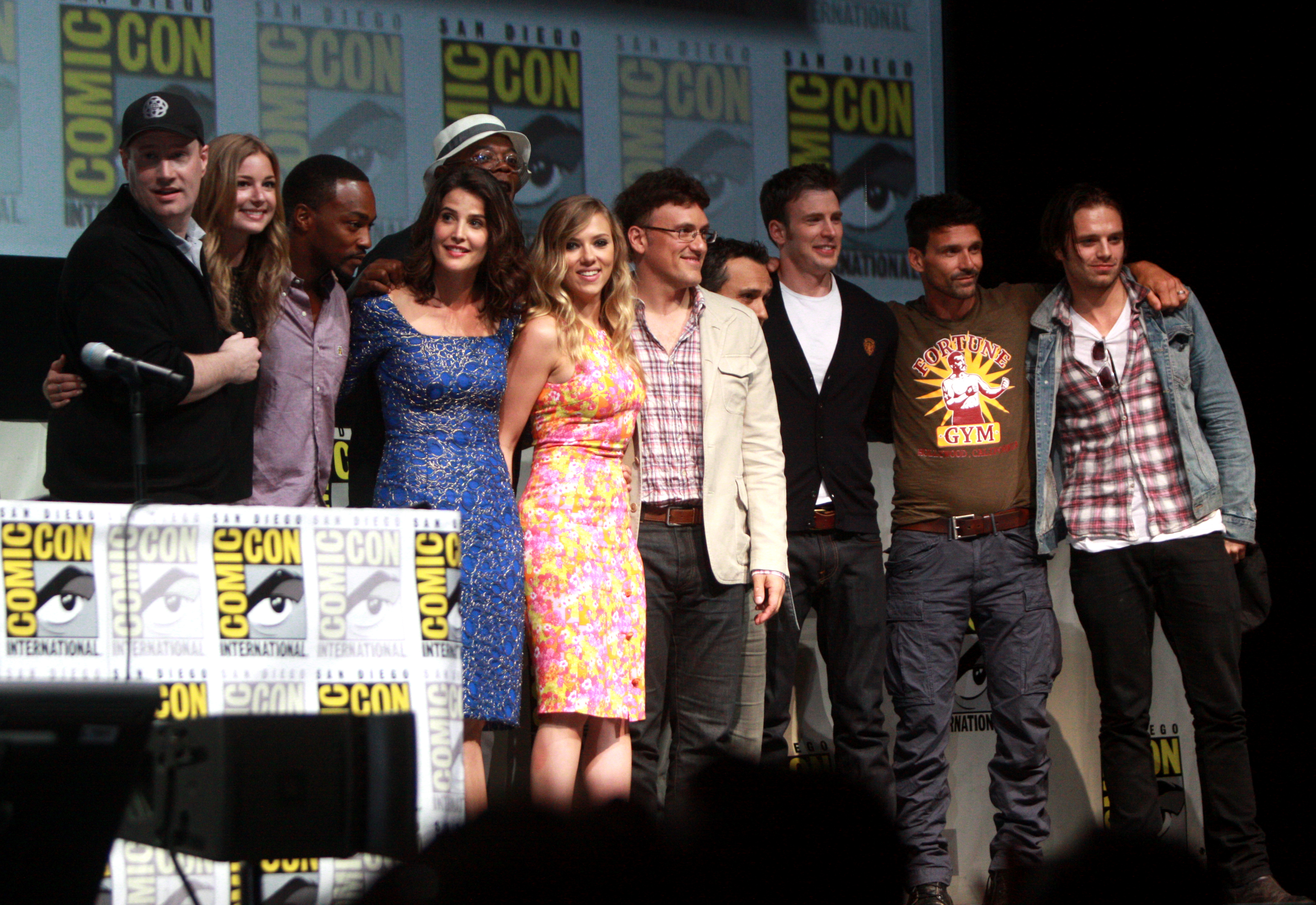
2013년 샌디에이고 코믹콘 인터내셔널에서 캡틴 아메리카: 윈터 솔져 출연진과 제작자.

- 크리스 에반스 - 스티브 로저스 / 캡틴 아메리카

실험 혈청에 의해 인간의 신체적인 능력을 최고로 강화해 제2차 세계 대전에 참전했던 용사는 이제 냉동 상태에서 깨어나 현대 세계에 적응하기 위해 고군분투한다. 에반스는 현대 세계에서 적응하는 캐릭터에 대해 다음과 같이 말했다: "기술의 충격 이런 것 보다도 사회의 차이에 대한 것이 더 맞다. 캡틴 아메리카는 1940년대에서 현재로 왔다. 사람들을 좀 더 신뢰할 수 있고, 위협이 많지 않은 세계에서 온 것이다. 지금은 누가 옳고 틀렸는지 말하기 어려운 상황이다. 당신이 사람을 지키는 행동이 오히려 자유와 사생활을 해칠 수 있다. 스티브는 괴로움을 삼켰다." 에반스는 스티브 로저스가 현대로 온 만큼 파르쿠르, 브라질 유술, 가라테, 복싱, 체조와 같은 현대 스타일의 싸움 기술을 배웠다. 영화 제작자는 보통 방어용으로 쓰였던 캡틴 아메리카 방패보다 더 공격적인 무기를 선보였다.
- 스칼렛 요한슨 - 나타샤 로마노바 / 블랙 위도우

블랙 위도우는 스티브 로저스와 파트너 관계를 맺은 S.H.I.E.L.D.에서 고도로 훈련된 스파이로 일한다. 작가 크리스토퍼는 블랙 위도우는 캡틴 아메리카와 "매우 대조적인 캐릭터"라고 하며 "믿을 수 없을 만큼 현대적이지만, 경건하지는 않다. 그냥 매우 간단하다. 반면 로저스는 당신도 알다시피 1940년대에서 온 남자이다. 로저스가 보이 스카우트는 아니지만 감정을 잘 표출하지 않고 도덕적 중심을 가지고 있다. 하지만 블랙 위도우는 도덕적 중심이 움직인다"고 말했다.
- 앤서니 매키 - 샘 윌슨 / 팔콘

이전에 미국 육군의 낙하산 부대로 훈련받아 왔으며, 특수 제작된 날개로 전투를 벌인다. 매키는 역할에 대해 "윌슨은 주요 군사 훈련을 통해 작전의 지도자가 되는 똑똑한 남자다."라고 말했다. 또한 "첫 아프리카계 미국인 슈퍼히어로이다. 나의 모든 것을 작품에 던져 성과를 올리고 싶게끔 만든다. 나는 아들, 조카아들, 조카딸이 팰컨과 할로윈으로 변장할 수 있다는 생각에 매우 좋다. 지금 누군가를 우상할 수 있는 시기이기도 하다. 이건 나에게 큰 영광이다"라고 말했다. 마블은 팰컨 역에 매키를 캐스팅한 이유로 "에너지와 유머 감각"을 꼽았고, 계약하기 전까지 대본을 보여주지 않았다. 매키는 역할을 위해 다섯 달 동안 Two-A-Days 운동과 하루에 11,000 칼로리를 섭취하는 등 노력했다.
- 세바스찬 스탠 - 제임스 버키 반즈 / 윈터 솔저

스티브 로저스의 절친한 친구. 전작에서 죽은 줄로 알았던 그가 암살자로 세뇌되어 돌아온다.
- 사무엘 L. 잭슨 - 닉 퓨리

S.H.I.E.L.D. 국장.
- 로버트 레드퍼드 - 알렉산더 피어스

S.H.I.E.L.D. 사무총장. 세계안전보장회의 멤버이며 닉 퓨리와는 오래된 친구이다. 레드퍼드는 《콘돌》과 같은 70년대 스릴러 영화의 경의를 표하는 부분의 하나라고 말했다.
- 코비 스멀더스 - 마리아 힐

S.H.I.E.L.D. 요원.
- 프랭크 그릴로 - 브록 럼로

S.H.I.E.L.D.의 대테러 조직 S.T.R.I.K.E.의 요원.
- 캘런 멀비 - 잭 롤린스

S.H.I.E.L.D.의 대테러 조직 S.T.R.I.K.E.의 요원.
- 조르주 생 피에르 - 조르주 바트로크
- 헤일리 앳웰 - 페기 카터

SSR 조직의 퇴역 장교이며 예전에 캡틴 아메리카가 사랑한 사람이다.
- 토비 존스 - 아르님 졸라
- 막시밀리아노 에르난데스 - 재스퍼 싯웰

S.H.I.E.L.D. 요원.
- 에밀리 밴캠프 - 샤론 카터 / 에이전트 13
- 게리 샌들링 - 스턴

미국 상원의원
- 친 한 - 세계 안전 보장 이사회의 멤버
- 제니 애거터 - 세계 안전 보장 이사회의 멤버
- 앨런 데일 - 세계 안전 보장 이사회의 멤버
- 버나드 화이트 - 세계 안전 보장 이사회의 멤버
- 대니 푸디 - S.H.I.E.L.D. 기술자

## 한국판 성우진(MBC)
- 임채헌 - 스티브 로저스 / 캡틴 아메리카(크리스 에반스)
- 소연 - 나타샤 로마노프 / 블랙 위도우(스칼렛 요한슨)
- 김기현 - 닉 퓨리(사무엘 L. 잭슨)
- 신성호 - 알렉산더 피어스(로버트 레드퍼드)
- 박영재 - 바론 볼프강 본 스트러커(토마스 크레치만) / 샘 윌슨(앤서니 매키)
- 최한 - 브록 럼로우(프랭크 그릴로)
- 김기철 - 아르님 졸라(토비 존스)
- 정재헌 - 재스퍼 시트웰(맥시밀리아노 헤르난데즈)
- 한경화 - 마리아 힐(코비 스멀더스)
- 김하영 - 페기 카터(헤일리 앳웰)
- 조현정 - 샤론 카터(에밀리 반캠프)
- 정성훈 - 버키 반즈 / 원터 솔져(세바스티안 스탄)
- 이종혁 - 안전 사회 의원(앨런 데일)
- 유동균 - 쉴드 요원
- 이원찬 - 안전 사회 의원(버나드 화이트) / 벤 스턴(게리 샌들링)
- 이지현 - 시스템 음성
- 소정환 - 쉴드 요원
- 김나율 - 쉴드 요원
- 사문영 - 안전 사회 의원(제니 애거터)
- 이현 - 안전 사회 의원(친 한)
- 윤용식 - 쉴드 요원

## 제작

### 개발
"우리가 이 감독을 고용한 이유는 정말 원했던 슈퍼히어로 영화를 가장한 1970년대 정치적 스릴러를 설명해줬기 때문이다. 《퍼스트 어벤져》에서도 우리가 원했던 '슈퍼히어로 영화를 가장한 1940년대 제2차 세계 대전 영화'를 말해줬기 때문에 조 존스턴 감독을 선택했었다. 나는 첫 번째 영화와는 완전히 다른 속편을 만들고 싶고, 그게 재미있을 것 같다. 그리고 만화에서는 항상 그러고 있다."
시나리오 작가 크리스토퍼 마커스와 스티븐 맥필리는 2011년 4월에 마블 스튜디오의 속편 하나의 각본을 쓰고 있다고 말했다. 2011년 6월에 맥필리는 인터뷰에서 "현대 이야기가 중심이 될 것이다. 우리는 제2차 세계 대전 시기를 회상하기 위한 요소를 실험하고 있다. 이 이상 말해줄 수는 없지만 과거의 이야기를 필요할 만큼 참조하고 있다"고 말했다. 이후 맥필리는 현대에서 일어나는 이야기가 촬영 대본의 98%를 차지한다고 했다. 처음 몇 달간 쓴 각본은 마블과 의견이 엇갈렸지만, 논쟁이 끝난 이후 이야기가 많이 바뀌지 않았다. 마커스와 맥필리는 에드 브루베이커의 만화 윈터 솔져 스토리라인과 맞추고 싶어했고, 마블을 설득하는데 6개월이 걸렸다. 두 사람은 《콘돌》, 《암살단》, 《마라톤 맨》과 같은 음모 장르 영화에서 영향을 받았다.
2011년 9월에 크리스 에반스는 속편은 2014년까지 공개되지 않을 것이라고 말했다. 2012년 1월에 《퍼스트 어벤져》에서 덤덤 듀간 역을 맡았던 닐 맥도너는 《토르: 다크 월드》 촬영이 끝난 이후 2012년 말 전까지 촬영 될 것이라고 언급했다.
2012년 3월에 마블에서 감독이 될 3명의 후보들을 발표했다(《컨트롤러》의 조지 놀피, 《이탈리안 잡》의 F 게리 그레이, 《커뮤니티》의 형제 감독 앤서니와 조). 월트 디즈니 스튜디오는 2014년 4월 4일에 《퍼스트 어벤져》의 후속작이 개봉될 예정이라고 발표했다. 디즈니는 "후속작에서는 《어벤져스》 이후 현대 세계에서 자신의 역할을 받아들이기 위해 닉 퓨리, S.H.I.E.L.D.와 함께 투쟁하는 스티브 로저스가 그려질 것"이라고 말했다. 이후 마커스는 "난 S.H.I.E.L.D.는 물, 로저스는 수영이라고 생각한다. 확실히 캡틴 아메리카 영화이다. 너도 알다시피 첫 영화가 미국 군대에 대한 영화였다면 이번에는 S.H.I.E.L.D.에 대한 영화이다. 너는 S.H.I.E.L.D.에 대해 알게 될 것이다"라며 더 자세히 말했다. 2012년 4월에 F 게리 그레이가 NWA의 전기 영화 《Straight Outta Compton》의 감독을 맡으면서 하차했다.

### 사전 제작
2012년 6월에 루소 형제와 감독 협상에 들어갔다. 새뮤얼 L. 잭슨은 S.H.I.E.L.D.의 리더 닉 퓨리 역으로 다시 출연한다고 발표했다. 마블은 《커뮤니티》 시즌 2 마지막화를 보고 루소 형제를 찾았고, 초기 이야기에 아이디어를 보탰다. 2012년 샌디에이고 코믹-콘 인터내셔널에서 후속작의 공식 제목은 《캡틴 아메리카: 더 윈터 솔저》이며, 루소 형제가 영화의 감독으로 참여한다고 발표했다. 루소 형제는 감독으로 정해지고 나서 에드 브루베이커를 만나 윈터 솔저 캐릭터, 캐릭터 내면의 생각, 테마 등에 대해서 배웠다. 2012년 7월에 앤서니 매키가 팰컨 역으로 크리스 에반스와 함께 협상에 들어갔다. 2012년 8월에 애나 켄드릭, 펄리시티 존스, 이머전 푸츠가 영화의 주연으로 출연할 가능성이 유력한 후보들이라고 발표되었다.

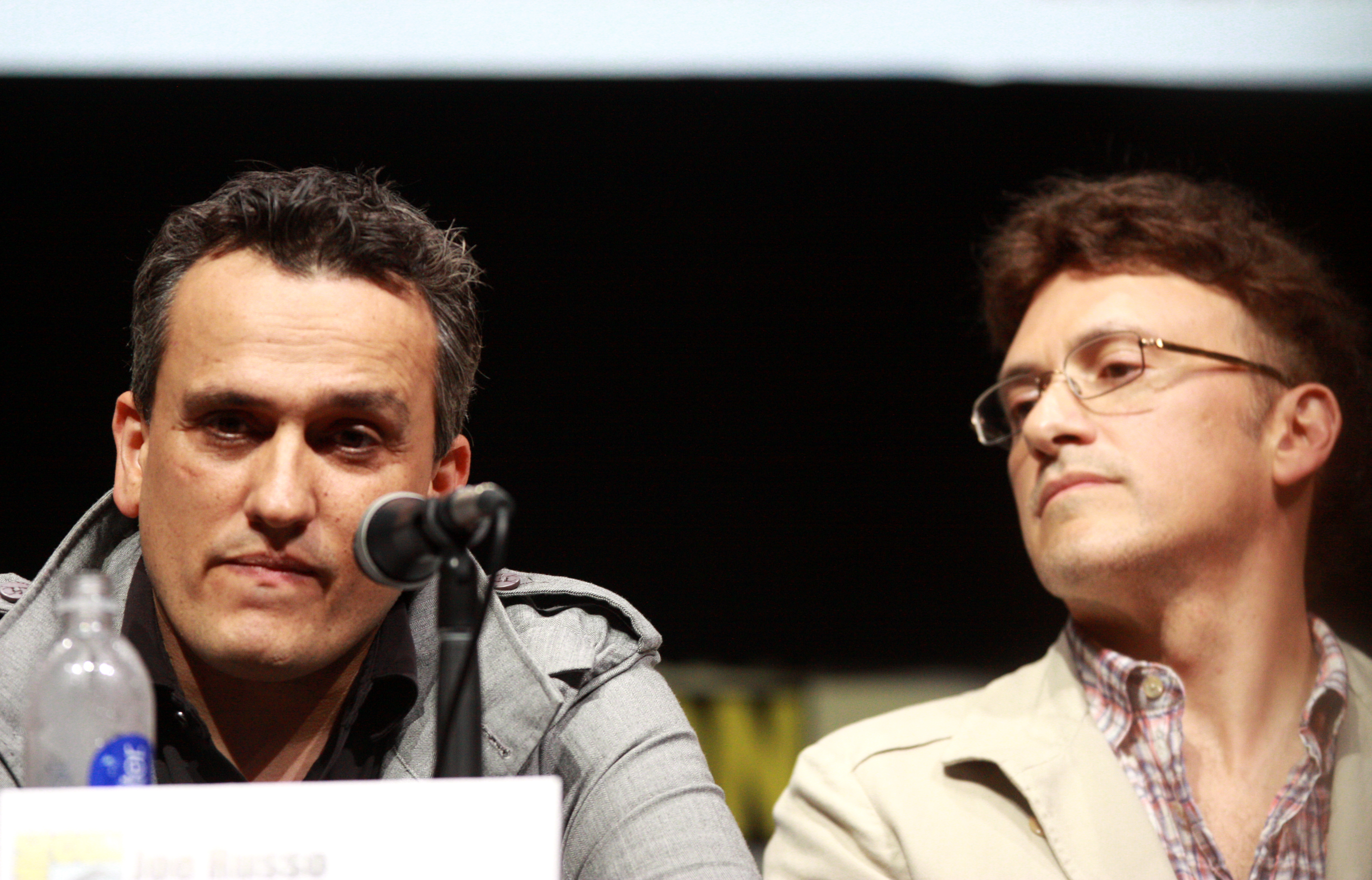
2013년 샌디에이고 코믹-콘 인터내셔널에서 루소 형제 조(왼쪽)와 앤서니(오른쪽).

2012년 9월, 2013년 3월부터 크리스 에반스의 촬영이 시작될 것이라고 말했다. 원래 현대 세계에서의 로저스는 《어벤져스》의 일부분이었지만, 《캡틴 아메리카: 더 윈터 솔져》에 더 알맞다고 판단해 수정된 것이다. 같은 달 말, 더 그레이터 클리블랜드 필름 커미션은 오하이오 이후 클리블랜드에서 촬영이 진행되며 950만 달러의 세금 공제가 인정된다고 발표했다. 나머지 부분은 캘리포니아와 워싱턴 D.C.에서 촬영되었다.
10월에 에밀리아 클라크, 제시카 브라운 핀들리, 테리사 파머, 이머전 푸츠, 앨리슨 브리 중에서 로저스의 연인으로 고려했으며, 스칼렛 요한슨은 블랙 위도우 역으로 다시 출연한다고 발표했다. 마블은 토니 스타크, 토르와 같이 뒷받침 해주는 조연이 있어 다시 출연할 캐릭터가 있는데 비해 스티브 로저스는 달리 없어 블랙 위도우, 닉 퓨리와 같은 《어벤져스》 캐릭터들을 출연시키기로 결정했다. 이후 10월에 프랭크 그릴로가 악당 크로스본즈 역 출연을 위한 테스트를 받았다. 같은 달 말, 그릴로의 출연이 거의 확실시 되었으며, 《어벤져스》에서 마리아 힐 역을 맡았던 코비 스멀더스 출연이 결정되었다.
2013년 1월에 《퍼스트 어벤져》에서 페기 카터 역을 맡았던 헤일리 앳웰이 속편에는 출연하지 않는다고 말했다. 하지만 전작에서 에이브러햄 에스킨 박사 역을 맡았던 스탠리 투치와 함께 회상신에서 다시 출연한다고 밝혔다. 또한 마블 스튜디오는 3D로 개봉된다고 발표했고, 앤서니 매키는 2013년 4월 1일부터 촬영을 시작한다고 말했다. 몇 달 후 전작에서 아르님 졸라 역을 맡았던 토비 존스가 같은 역할로 출연한다고 말했다. 같은 달 말, 로스앤젤레스 롤리 맨해튼 비치 스튜디오에 촬영을 위한 세트장이 건설되었다.
2013년 2월에 에밀리 밴캠프가 협상에 들어갔다. 몇 달 뒤에 제작자 케빈 파이기는 정치 스릴러 장르의 영화로 결정했다고 말했다.

### 촬영

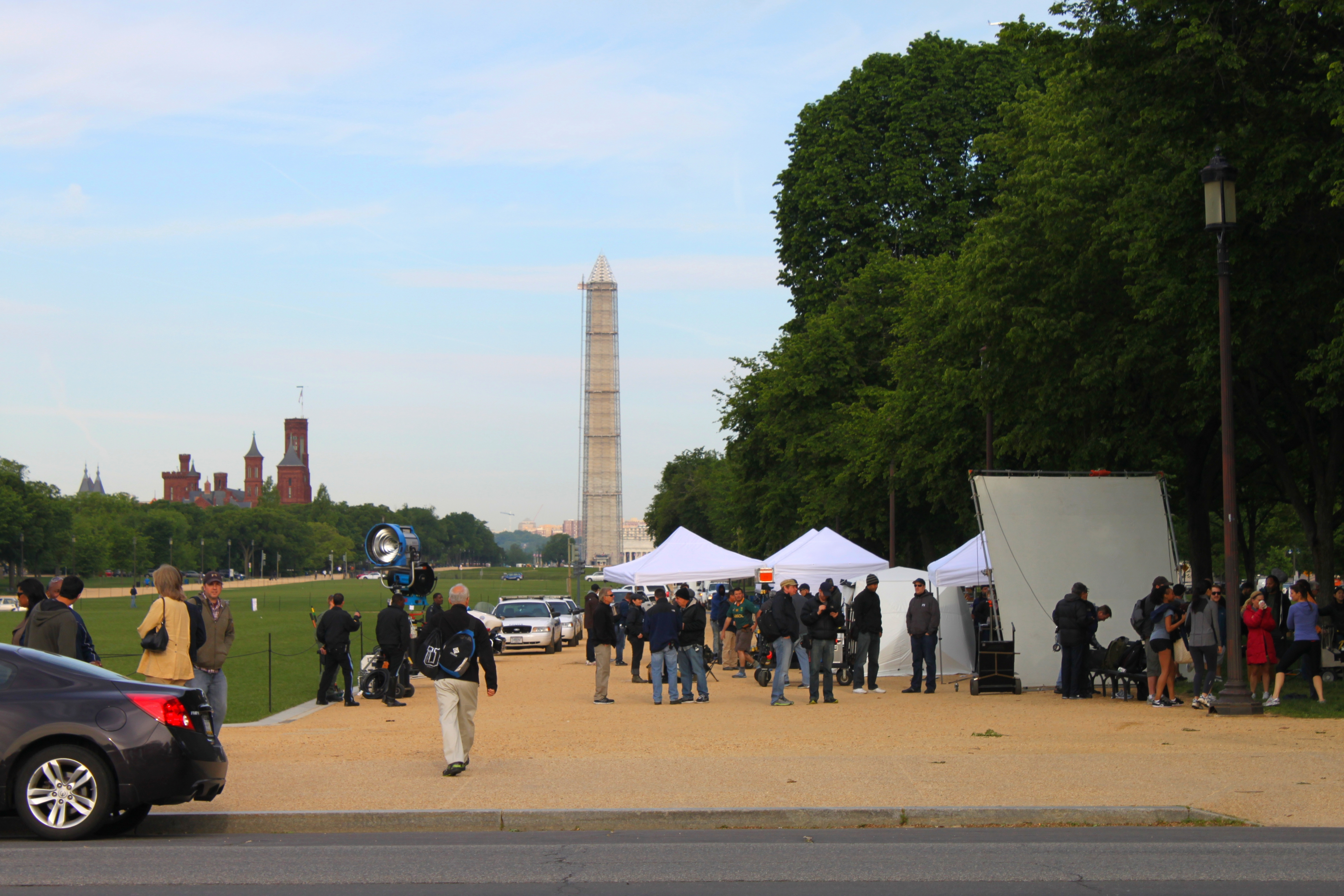
내셔널 몰의 《캡틴 아메리카: 윈터 솔져》 촬영지.

2013년 4월 1일에 로스앤젤레스에 있는 롤리 맨해튼 비치 스튜디오에서 Freezer Burn이라는 가제목 하에 촬영을 시작했다. 영화에서 "Lumerian Star"라고 불리는 곳은 캘리포니아주 롱비치 선창에 있는 Sea Launch Commander에서 촬영되었다. 5월 초 도미닉 쿠퍼는 하워드 스타크 역을 다시 맡기로 결정되었다. 2013년 5월 14일 워싱턴 D.C.로 촬영지를 옮겨 내셔널 몰과 시어도어 루스벨트 브리지에서 촬영했다. 다음 날 게리 섄들링은 《아이언맨 2》에서 맡았던 스턴 의원 역으로 촬영했다. 워싱턴 D.C.에서 윌러드 호텔과 듀폰 사이클을 포함한 기타 촬영을 진행했다.
5월 17일부터 클리블랜드에서 촬영을 시작했고 6월 중순까지 웨스트 쇼어웨이, 카이어호가하이츠(Cuyahoga Heights)의 Southerly Wastewater Treatment Plant, Lakeview Cemetery Dam에서 촬영이 예정 돼 있었다. 클리블랜드는 사우스웨스트 D.C.의 D 7번가와 함께 클리블랜드 이스트 7번가를 촬영하는 등 워싱턴 D.C.를 대체하는 도시로 선택되었다. 이 외에 Federal Reserve Bank of Cleveland, 클리블랜드 공공 도서관, 클리블랜드 아케이드, 타워 시티 센터, 클리블랜드 아트 박물관, 클리블랜드주립대학교, 웨스턴리저브 역사 협회 등에서 촬영되었다. 내부 장면은 트레몬트의 필그림 모임교회과 사유 가정집 안에서 촬영했다. 2013년 6월 27일 클리블랜드 촬영분을 끝냈다.

### 후반 제작
앤서니 매키는 "루소 형제가 왜 훌륭하냐면 점점 없어져 가고있는 살아있는 액션을 원한다는 것이다. 컴퓨터를 사용했다면 벌써 사용했다. 루소 형제는 가능한 한 적은 CGI 사용을 바랐다. 그렇기 때문에 더 대단한 영화이다"라고 하며 루소 형제의 적은 컴퓨터 영상합성기술 사용을 믿는다고 말했다. 그렇기는 하지만 인더스트리얼 라이트 & 매직과 스캔라인 VFX을 포함한 5개의 특수 효과 회사가 영화의 시각적 효과에 참여했다. 2013년 12월에 추가 보정은 그 다음 달 예정되었다.
《어벤져스》와 《어벤져스: 에이지 오브 울트론》 감독 조스 위던은 영화에 처음으로 선보이는 퀵실버와 스칼렛 위치의 쿠키 영상을 제작했다.

## 개봉

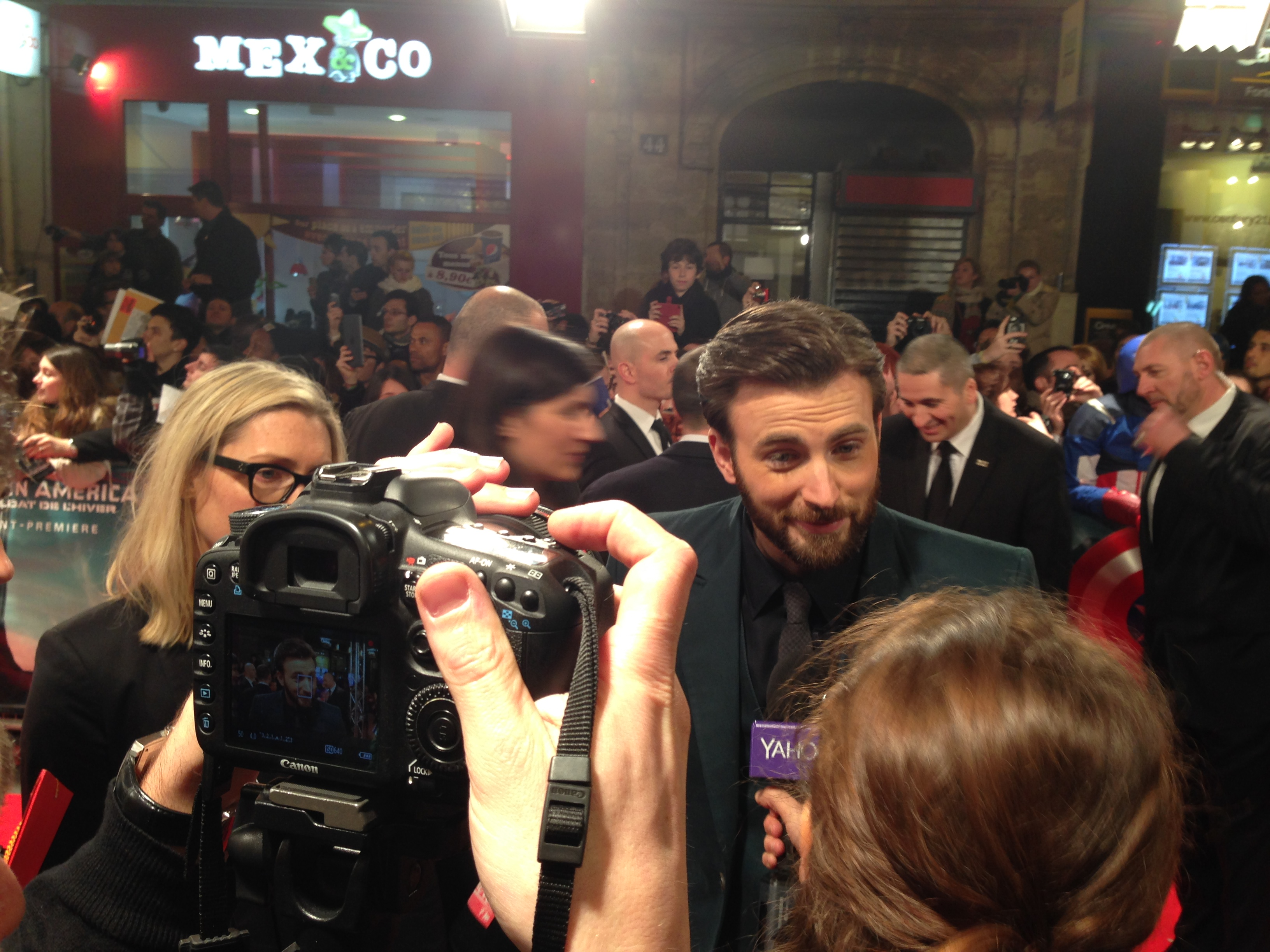
《캡틴 아메리카: 윈터 솔져》 파리 프리미어에서 크리스 에반스.

《캡틴 아메리카: 윈터 솔져》는 2014년 3월 26일에 세계 여러 나라에서 처음 개봉되었다. 북아메리카는 4월 4일에 2D, 3D, 아이맥스 3D로 개봉되었다. 2014년 3월 13일에 캘리포니아주 할리우드의 엘 캐피턴 극장에서 월드 프리미어가 열렸다. 3월 17일에는 르 그랑 렉스에서 파리 프리미어가 열렸으며, 3월 20일에는 웨스트필드 런던에서 런던 프리미어가 열렸다. 3월 24일에는 베이징 프리미어가 열렸다. 4월 1일에는 클리브랜드 프리미어가 예정 돼 있다. 크리스 에반스와 스칼렛 요한슨은 자선 프리미어의 일환인 경매에 참여했다.

## 속편
2014년 1월 루소 형제가 캡틴 아메리카 세 번째 영화의 감독 계약을 체결했고, 2014년 3월 크리스 에반스가 캡틴 아메리카 역으로, 케빈 파이기가 제작자로, 크리스토퍼 마커스와 스티븐 맥필리가 각본을 맡는 것으로 확정되었다. 《캡틴 아메리카: 윈터 솔져》 개봉 3달 전 마블 경영진에게 보여줬고, 인상 깊은 결과로 감독으로 다시 계약했다. 속편인 캡틴 아메리카: 시빌 워는 2016년 5월 6일 개봉되었다.